# Rechodes descarpentriesi
Rechodes descarpentriesi là một loài bọ cánh cứng trong họ Zopheridae. Loài này được Dajoz miêu tả khoa học năm 1980.